# David Mackenzie Wilson
Sir David Mackenzie Wilson (Dacre Banks, Engleska, 30. listopada 1931.), engleski arheolog, povjesničar umjetnosti, muzejski kustos, specijaliziran za anglosasku umjetnost i Vikinško doba. Školovao se na školi Kingswoodu, na koledžu St John's i Lundskom sveučilištu. Od 1977. do 1992. bio je 17. ravnateljem Britanskog muzeja gdje je prethodno radio od 1955. do 1964. kao pomoćni održavatelj. Nakon mjesta održavatelja predavao je na Londonskom sveučilištu. Ondje je imao akademski status čitača od 1964. do 1971. te profesor srednjovjekovne arheologije od 1971. do 1976. godine.
 Bio je član združenog vodstva odjela za skandinavske studije na Londonskom sveučilišnom koledžu. U ulozi kao direktor bio je impliciran u međunarodnu kontroverzu u svezi s posljedicama imovine koje je u osmansko vrijeme iz Partenona opljačkao lord Elgin i odnio u Britanski muzej, čime je Wilson neizravno odigrao veliku ulogu u rastućem pokretu za povrat (restituciju) Elginovih mramora (iz Partenona) u Atenu. 
Radilo se o televizijskom dvoboju s grčkom ministricom kulture Melinom Mercouri 1983. godine kad su rečeni snažni argumenti. U mjerilima odnosa s javnošću, dvoboj je bio užas za Britanski muzej.
Dobitnik je nekoliko visokih nagrada i počasti, osobito švedskih i engleskih. Danas živi na otoku Manu.

## Djela
- 1964. Anglo-Saxon Ornamental Metalwork 700–1100, in the British Museum, British Museum Press.[5]
- 1970. The Vikings and their Origins: Scandinavia in the first millennium, Thames and Hudson.
- Wilson, David M. 1980. The Northern World: The History and Heritage of Northern Europe AD 400—1100. Thames and Hudson, Ltd.. London. ISBN 978-0-500-25070-9 (US edition: Harry N. Abrams, Inc, Publishers, 1980.)
- Wilson, David M. 1983. Sweden — England.   Lamm, Jan Peder; Nordstrom, Hans-Åke (ur.). Vendel Period Studies: transactions of the Boat-Grave Symposium in Stockholm, February 2–3, 1981. Studies – The Museum of National Antiquities, Stockholm. 2. Statens Historiska Museum. Stockholm. str. 163–166. ISBN 978-91-7192-547-3
- Wilson, David M. 1984. Anglo-Saxon Art: From the Seventh Century to the Norman Conquest. Thames and Hudson. London.  (US edition: Overlook Press)
- Wilson, David M. 1986. England and the Continent in the Eighth Century — An Archaeological Viewpoint. Angli e Sassoni al di qua e al di là del mare: 26 aprile-lo maggio 1984. Settimane di studio del Centro italiano di studi sull'alto Medioevo. XXXII. Centro italiano di studi sull'alto Medioevo. Spoleto. str. 219–244
- 1992. Anglo-Saxon Paganism, Routledge.[6]
- Wilson, David M. 2002. The British Museum: A History. British Museum Press. London. ISBN 0-7141-2764-7